# Villa Adelina
Villa Adelina è una città situata nella provincia di Buenos Aires, in Argentina, nel dipartimento partidos di San Isidro e Vicente López; si trova 20 km a nord della Città di Buenos Aires.
La città venne fondata nel 1909 e prende il nome dalla principessa Adelina Drysdale Munro.